# Anambaské ostrovy
Anambaské ostrovy (indonésky: Kepulauan Anambas) jsou indonéské souostroví v jižní části Jihočínského moře, situované mezi Malajským poloostrovem a Borneem/Kalimantanem.

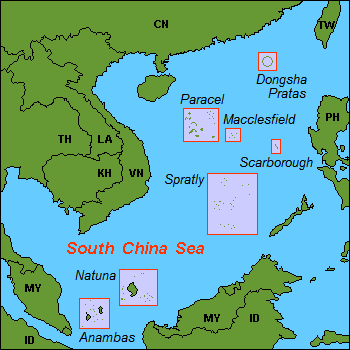
Mapa

V roce 2010 měly oficiálně necelých 40 tisíc obyvatel. Hlavním zdrojem jejich obživy je rybolov. Od roku 2008 tvoří Anambaské ostrovy samostatný kabupaten v rámci provincie Ostrovy Riau, když byly administrativně odděleny od vedlejších Natunských ostrovů. Hlavním městem Anambaských ostrovů je Tarempa na ostrově Siantan. Ostrovy nedisponují letištěm, jsou však poměrně snadno přístupné trajektem z města Tanjung Pinang.

V oblasti ostrovů jsou značné zásoby zemního plynu, v posledních letech jsou okrajově využívány i pro turistický ruch (potápění, šnorchlování).